# 305

305(삼백오)는 304보다 크고 306보다 작은 자연수다.

## 수학
- 합성수로, 그 약수는 1, 5, 61, 305다. 진약수의 합은 67이므로, 305는 부족수다.
  - 98번째 반소수다. 앞의 반소수는 303, 다음 반소수는 309다.
- 피타고라스 삼조의 빗변의 길이이다.
  - {\displaystyle 136^{2}+273^{2}=305^{2}}[a]
  - {\displaystyle 207^{2}+224^{2}=305^{2}}[b]
- {\displaystyle 305=4^{2}+17^{2}=7^{2}+16^{2}}
  - 서로 다른 두 자연수의 제곱합으로 나타낼 수 있는 수다.
- {\displaystyle 11^{4}-1}은 305로 나누어떨어진다.

## 과학
- NGC 305: 물고기자리 방향에 있는 천체.

## 교통

### 철도
- 부산 도시철도 3호선 연산역의 역번호.
- 수도권 전철 3호선, 대구 도시철도 3호선은 305번 역이 없고, 각각 309번, 312번부터 시작한다.
- 한국고속철도의 고속선에서의 최고 영업 속도는 305 km/h다.

### 도로
- 국도 제305호선
  - 일본 305번 국도(일본어판): 이시카와현 난조군에서 후쿠이현 미나미에치젠정까지 이어지는 일본의 국도.
- 기타 도로
  - 305번 지방도: 경기도 화성시 서신면 상안리에서 안산시 단원구 초지동까지 이어지는 대한민국의 지방도.
  - 현도 제305호선

## 군사
- U-305(영어판, 독일어판): 제2차 세계 대전에 사용된 나치 독일의 군용 잠수함.

## 문화유산
- 대한민국의 국보 제305호: 통영 세병관
- 대한민국의 보물 제305호: 안동 석빙고
- 대한민국의 사적 제305호: 산청 조식 유적

## 방송
- 지니 TV에서 미국 경제 방송인 CNBC 채널 번호.
- U+ TV의 뽀요TV 채널 번호.
- LG헬로비전의 육아방송 채널 번호.
- KT HCN의 카툰네트워크 채널 번호.

## 기타
- 날짜: 3월 5일
- 연도: 305년, 기원전 305년